# Curuzza frugalis
Curuzza frugalis är en fjärilsart som beskrevs av John Henry Leech 1898. Curuzza frugalis ingår i släktet Curuzza och familjen tandspinnare. Inga underarter finns listade i Catalogue of Life.